# Małgorzata Lisiak
Małgorzata Lisiak z d. Śmieszek (ur. 11 lipca 1996) – polska siatkarka, grająca na pozycji środkowej, młodzieżowa reprezentantka kraju. Zdobywczyni złotego medalu na mistrzostwach Europy kadetek w 2013 roku.

## Sukcesy klubowe
Mistrzostwa Polski Juniorek:
- 2015

Superpuchar Polski:
- 2018, 2020

Tauron Liga:
- 2019
- 2023[2], 2025[3]

## Sukcesy reprezentacyjne
Mistrzostwa Europy Wschodniej EEVZA:
- 2012

Mistrzostwa Europy Kadetek:
- 2013

Letnia Uniwersjada:
- 2021[4]

## Nagrody indywidualne
- 2015: Najlepsza środkowa turnieju finałowego Mistrzostw Polski Juniorek[5]